# Walter H. Schottky
Walter Hermann Schottky (Zúric, 23 de juliol de 1886 - Pretzfeld, Alemanya Occidental, 4 de març de 1976) va ser un físic alemany que va inventar la pantalla de la xarxa de tub de buit el 1915 i el tètrode el 1919 mentre treballava a Siemens. El 1938, Schottky va formular la teoria per predir l'efecte Schottky, que ara s'utilitzen en díodes Schottky.
Se li va concedir la medalla de la Reial Societat Hughes el 1936 pel seu descobriment de l'efecte Schröter (actual variacions espontànies d'alt acompliment tubs de buit, anomenat per ell "Efecte Schröter": literalment, el "petit efecte tret") en les emissions i termiónica la seva invenció de la pantalla de la xarxa tètrode superheterodi i un mètode de recepció de senyals sense fils.
El 1964 va rebre el Werner-von-Siemens-Ring en honor del seu pionera tasca en el desenvolupament físic comprensió de molts fenòmens que van donar lloc a nombroses i importants aparells tècnics, entre ells amplificadors de tub i semiconductors.
Nota: la invenció del superheterodí se sol atribuir a Edwin Armstrong. No obstant això, Schottky publicar un article en Proc. IRE que també havia inventat una cosa semblant.
- 1939: la primera unió p-n

El seu pare era el matemàtic  Friedrich Hermann Schottky (1851-1935).